# John Mercer Reid
John Mercer Reid PC (* 8. Februar 1937 in Fort Frances, Ontario; † 25. August 2022 in Ottawa, Ontario) war ein kanadischer Politiker der Liberalen Partei Kanadas.

## Leben
Nach dem Schulbesuch absolvierte Reid ein Studium und erwarb nach einem Bachelor of Arts (B.A.) und einem Master of Arts (M.A.) auch einen Philosophiae Doctor (Ph.D.). Im Anschluss war er als Lehrer tätig.
Seine politische Laufbahn begann bei der Unterhauswahl am 8. November 1965, als er als Kandidat der Liberalen Partei im Wahlkreis Kenora-Rainy River erstmals zum Mitglied in das Unterhaus gewählt wurde. Diesem gehörte er bis zu seiner Wahlniederlage bei der Unterhauswahl am 4. September 1984, wobei er zwischen 1968 und 1972 der Liberal Labour Party angehörte, ehe er anschließend wieder Mitglied der Liberalen Partei wurde.
Während seiner langjährigen Parlamentszugehörigkeit war Reid zuerst zwischen September 1968 und September 1972 Vorsitzender des Ständigen Unterausschusses für Rundfunk, Film und Unterstützung der Künste. Im Dezember 1972 wurde er Parlamentarischer Sekretär beim Präsidenten des Kronrates und bekleidete dieses Amt bis September 1975.
Im Oktober 1978 wurde er Vorsitzender des Ständigen Unterhausausschusses für Verfahren und Organisation und behielt diese Funktion bis März 1979. Zugleich war er zwischen November 1978 und Juni 1979 Staatsminister für die Beziehungen zwischen Bund und den Provinzen und Territorien Kanadas in dem von Premierminister Pierre Trudeau geleiteten 20. Bundeskabinett.
Nach seinem Ausscheiden aus dem Unterhaus war er zuerst als Lecturer und schließlich als Professor tätig. Zuletzt war Reid von Juli 1998 bis September 2006 Informationskommissar des Unterhauses und damit ein unabhängiger Ombudsmann aufgrund des Informationszugangsgesetzes (Access to Information Act). Er starb am 25. August 2022 im Alter von 85 Jahren in der kanadischen Hauptstadt.